# Borgarråd

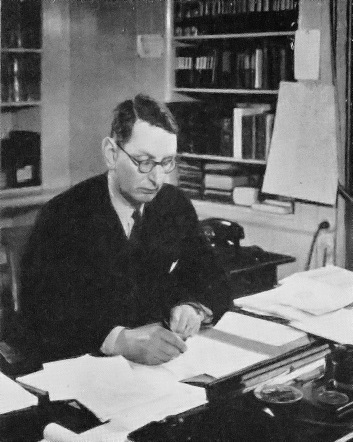
Borgarrådet Yngve Larsson på sitt tjänsterum i Stockholms stadshus, kring 1930-talet.

Borgarråd är en titel för heltidsarvoderade politiker som är utsedda av Stockholms stad sedan Stockholms författningsreform 1920. Begreppet motsvaras i andra kommuner i Sverige av kommunalråd.
Borgarråden var ursprungligen sex till antalet. För närvarande (2024) utser den styrande majoriteten nio borgarråd. Tillsammans bildar borgarråden borgarrådsberedningen, vilken förbereder ärenden för kommunstyrelsen. Därtill utser oppositionen fyra oppositionsborgarråd.
De borgarråd som utsetts av majoriteten i kommunfullmäktige har så kallad föredragningsskyldighet, vilket innebär att de är chef för en rotel med ett visst verksamhetsområde och ordförande i de nämnder som hör till området. De är för närvarande (2024) finansborgarrådet, stadsbyggnads- och idrottsborgarrådet, utbildnings-, arbetsmarknads- och personalborgarrådet, social- och trygghetsborgarrådet, bostads- och fastighetsborgarrådet, äldre- och kulturborgarrådet, förskole-, barn- och fritidsborgarrådet, trafikborgarrådet, samt miljö- och klimatborgarrådet. Verksamhetsområdena kan variera något beroende på resultatet av förhandlingar mellan partierna efter ett val. 
Finansborgarrådet har sedan Stockholms författningsreform 1940 en särställning bland borgarråden, och är sedan 1994 även ordförande i kommunstyrelsen. Oppositionsborgarråden har inte föredragningsskyldighet, det vill säga är inte chef för rotlar. Borgarrådens politiska sekreterare kallas borgarrådssekreterare. Bland tidigare borgarrådssekreterare märks bland andra sedermera partiledarna Gösta Bohman och Fredrik Reinfeldt.

## Historia
Termen borgarråd myntades av stadshusarkitekten Ragnar Östberg, och systemet med borgarråd och rotlar infördes genom Stockholms förvaltningsreform 1920 då den tidigare drätselkammaren avskaffades. Antalet rotlar har förändrats över tiden, och likaså vilka ansvarsområden som ligger på respektive rotel. Senare har borgarrådens titlar kommit att få rotelnamnet som förled; borgarrådet som leder stadsbyggnadsroteln kallas därför ofta stadsbyggnadsborgarråd.
Från och med Stockholms författningsreform 1940 har finansborgarrådet haft en särställning bland borgarråden. Borgarrådsberedningen formaliserades då med finansborgarrådet som ordförande, och sedan dess har finansborgarrådet alltid tillsatts av den politiska majoriteten i fullmäktige. Då blev finansborgarrådet även kommunstyrelsens ordförande. Dagens finansrotel benämndes drätselroteln fram till 2002.